# 위르겐 노이키르히
위르겐 노이키르히(독일어: Jürgen Neukirch, 1937–1997)는 독일의 수학자다. 대수적 수론에 공헌하였다.